# دائرة بيروت الأولى
دائرة بيروت الأولى هي دائرة انتخابية في لبنان. تنتخب الدائرة ثمانية أعضاء من الجمعية الوطنية اللبنانية ثلاثة الأرمن الأرثوذكس، واحد أرمن كاثوليك، واحد يوناني كاثوليكي، واحد أرثوذكس يونانيون، واحد ماروني وواحد أقليات.
تغطي دائرة بيروت الأولى الانتخابية أربعة "أحياء" في العاصمة اللبنانية: الأشرفية، الصيفي، رميل والمدور. المنطقة ذات أغلبية مسيحية؛ أكبر طائفة في دائرة بيروت الانتخابية الأولى هي الأرمن الأرثوذكس (28.33%). 19.2% روم أرثوذكس، 13.19% موارنة، 9.8% يونان كاثوليك، 9.76% سنة، 5.57% أرمن كاثوليك، 3.95% سريان كاثوليك، 3% كاثوليك لاتين، 1.97% أقليات أخرى، 2.88%. الإنجيليون، 1.99% شيعة و0.37% دروز أو علويون.

## 1960-1972
كانت بيروت دائرة انتخابية برلمانية في لبنان. غطت ستة أحياء من العاصمة، وهي الأشرفية، المدور، ميناء الحصن، الميناء، الرميل والصيفي. انتخبت ثمانية برلمانيين مسيحيين. ثلاثة أرمن أرثوذكس، واحد أرمني كاثوليكي، واحد بروتستانتي، واحد ماروني، واحد أرثوذكسي يوناني وواحد يوناني كاثوليكي. تم استخدام هذه الدائرة الانتخابية في 1960، 1964، 1968 و 1972 الانتخابات.

### قانون الانتخابات لعام 1960
أُنشأت الدائرة الانتخابية بموجب قانون الانتخابات لعام 1960. في الانتخابات النيابية 1957 تم تقسيم بيروت إلى دائرتين انتخابيتين. كانت الأشرفية والرميل والصيفي جزءًا من المنطقة الأولى ذات الأغلبية المسيحية، في حين كان المدور وميناء الحصن والميناء جزءًا من المنطقة الثانية ذات الأغلبية المسلمة. كانت مسألة ترسيم حدود الدوائر الانتخابية في بيروت محل نزاع، ولكن تم التوصل إلى اتفاق بين الزعماء المسيحيين والمسلمين في 23 فبراير 1960، تم بموجبه الاتفاق على تخصيص ثمانية مقاعد للمسيحيين في بيروت. تم إقرار قانون الانتخابات في أبريل 1960.

### التركيبة السكانية
في 4 أبريل 1960، نشر مكتب الإحصاء قائمة الناخبين، التي ذكرت أن بيروت كان بها 21600 ناخباً أرمن أرثوذكسي مسجل، 16459 روم أرثوذكس، 13654 ماروني، 8861 مسلم سني، 7403 أرمن كاثوليك، 5121 يهودي، 5059 روم كاثوليك، 3161 بروتستانتي.، 2،702 سريان كاثوليك، 2،200 مسلم شيعي، 1،117 كاثوليك لاتين، 748 كلدان، 460 سريان أرثوذكس، 152 دروز و180 شخصًا ينتمون إلى جماعات دينية أخرى. استضافت ميناء الحصن غالبية الجالية اليهودية في لبنان.
اعتبارًا من أبريل 1972، قُدر أن بيروت كان بها 32،190 ناخبًا أرمنيًا أرثوذكسيًا، 16،709 ناخبًا أرثوذكسيًا يونانيًا، 13،899 مارونيًا، 8،046 كاثوليكيًا يونانيًا، 6،573 مسلمًا سنيًا، 5،352 أرمنًا كاثوليكيًا، 3،558 يهوديًا، 3،082 سريانًا كاثوليكيًا، 2،749 أرمنًا بروتستانتيًا، 2،070 كاثوليكيًا لاتينيًا و2،070 كاثوليكيًا لاتينيًا. 1،831 مسلم شيعي.

### انتخابات 1964
في خطوة مفاجئة قبل الانتخابات العامة 1964، سحب كميل شمعون مرشحيه من بيروت. وفي النهاية جميع مرشحي الكتائب -تم انتخاب "قائمة الشعب" التابعة للاتحاد الثوري الأرمني بالتزكية. مرت الانتخابات في بيروت بسلاسة دون وقوع حوادث عنف. تم انتخاب البرلمانيين الأرمن الأربعة بالتزكية. فاز بيار الجميل بالمقعد الماروني وفاز زميله عضو الكتائب سمير إسحاق المقعد البروتستانتي. فاز ميشال جورج ساسين بمقعد الروم الأرثوذكس، كما تم انتخاب الروم الكاثوليك على قائمة ساسين نصري معلوف.

### انتخابات 1972
في الانتخابات العامة 1972، آخر انتخابات أجريت قبل اندلاع الحرب الأهلية اللبنانية، جميع مرشحي الكتائب-الاتحاد الثوري الأرمني-الحزب الوطني الليبرالي تم انتخابه. وكان المنافس الرئيسي هو المرشح البروتستانتي طوني سعد الذي حصل على 10778 صوتا. وأدلى 33.9 بالمئة من الناخبين المسجلين بأصواتهم.
بعد الحرب الأهلية، تم استخدام مجموعة جديدة من الدوائر الانتخابية قبل الانتخابات العامة 1992 التي ألغت قانون الانتخابات لعام 1960.

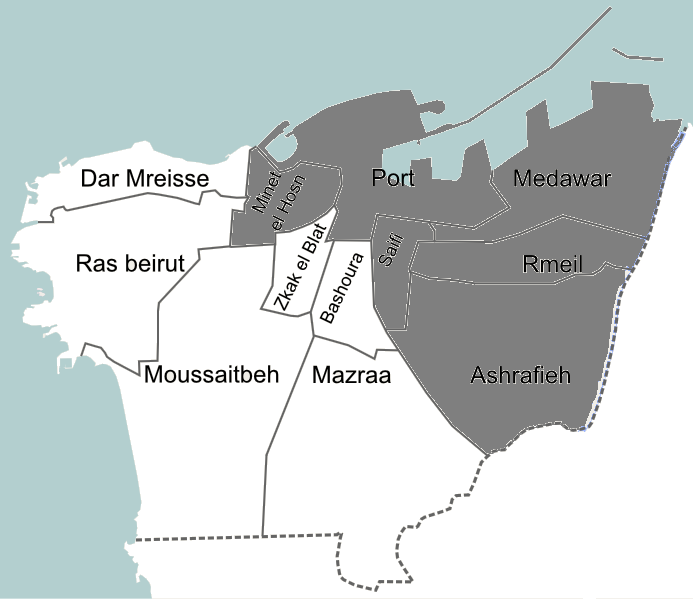
دائرة بيروت الأولى 1960-1972

## 2009
كانت بيروت دائرة انتخابية في لبنان، غطت ثلاثة أحياء في الأجزاء الشرقية من العاصمة. الأشرفية ورميل والصيفي. انتخبت الدائرة خمسة أعضاء من برلمان لبنان؛ واحد ماروني، واحد رومية أرثوذكسية، واحد يونانيون كاثوليك، واحد أرمن أرثوذكس وواحد أرمن كاثوليك (لمزيد من المعلومات حول النظام الانتخابي اللبناني، انظر الانتخابات في لبنان). تم إنشاء الدائرة بموجب اتفاقية اتفاقية الدوحة، قبل الانتخابات النيابية 2009.

### الخلق
تم تحديد الحدود وتوزيع المقاعد الطائفية في الدائرة الانتخابية بموجب اتفاقية 2008 اتفاقية الدوحة، التي أنشأت دوائر انتخابية مماثلة لتلك المنصوص عليها في قانون الانتخابات لعام 1960. إنشاء بيروت قصدت أنه لأول مرة منذ الانتخابات البرلمانية عام 1972 كانت هناك دائرة انتخابية ذات أغلبية مسيحية في بيروت (بين عامي 1960 و1972 كانت هناك دائرة انتخابية ذات أغلبية مسيحية). أغلبية دائرة بيروت الأولى الانتخابية بحدود مختلفة قليلاً. تم اعتماد قانون الانتخابات الجديد رسميًا في 28 سبتمبر/أيلول 2008. ذكرت وزارة الداخلية والبلديات في عام 2011 أن بلغ عدد الناخبين في الدائرة 91،486 ناخباً، والتركيبة الدينية التالية: 26.2% روم أرثوذكس، 16.73% موارنة، 16.2% أرمن أرثوذكس، 12.94% روم كاثوليك، 11.0% أقليات مسيحية أخرى، 7.0% سنة الإسلام في لبنان و5.2% من الأرمن الكاثوليك. بحسب مقال في صحيفة "النهار منشور في مايو 2008، 2.24% من الناخبين المسجلين في بيروت كنت بروتستانت، و1.89% مسلمين شيعة و0.28% درزي. ومع ذلك، فإن العديد من الناخبين المسجلين في بيروت أعيش في الخارج.

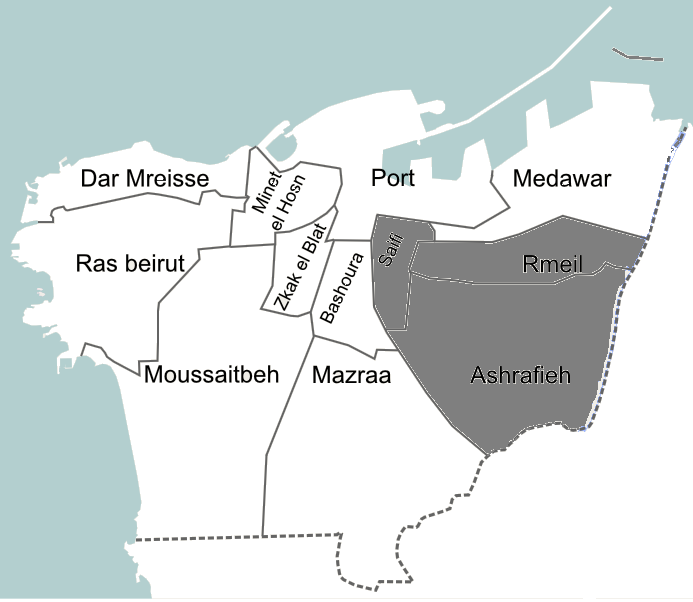
حدود دائرة بيروت الأولى، وتغطي ثلاثة أحياء في شرق بيروت

### انتخابات 2009
خلال انتخابات عام 2009، كان هناك 92،764 ناخباً مسجلاً في بيروت الأولى. قبل الانتخابات، تم إيلاء الكثير من الاهتمام للسباق في بيروت الأولى، حيث كانت واحدة من عدد قليل من الدوائر الانتخابية حيث وكان من الصعب التنبؤ بالنتيجة بشكل مسبق. سعت كل من قوى 8 و14 آذار/مارس إلى حشد الناخبين في الخارج للقدوم إلى لبنان لحضور يوم التصويت. ومع ذلك، انتقد النائب الحالي ميشال فرعون حشد الناخبين. الناخبون في الخارج. اعتباراً من 20 آذار 2009 مرشحي 14 آذار في بيروت أنا نديم الجميل (ابن بشير الجميل) من حزب الكتائب عن المقعد الماروني ميشال فرعون. من تيار المستقبل عن مقعد الروم الكاثوليك، نايلة تويني (ابنة جبران تويني) عن مقعد الروم الأرثوذكس. إلا أن التحالف واجه صعوبات في تحديد المرشحين الأرمن لقائمتهم. تحاول كل من قوى 8 و14 آذار/مارس إقناع الاتحاد الثوري الأرمني (الطاشناق) بالتنافس على قائمتهم. وهكذا تردد التحالفان في تسمية مرشحين أرمن قبل أن يعلن حزب الطاشناق ولاءه.
في تشرين الثاني/نوفمبر 2008، التقى قادة الطاشناق مع عدد من الشخصيات الرئيسية مثل الرئيس ميشال سليمان، رئيس الوزراء فؤاد السنيورة، رئيس مجلس النواب نبيه بري، الوزراء الياس المر، تمام سلام وطارق متري، جان قهوجي (القائد العام القوات المسلحة اللبنانية)، والشيخ عبد الأمير قبلان، البطريرك الماروني نصر الله بطرس صفير و المتروبوليت الياس عودة. في 1 كانون الأول (ديسمبر) 2008، التقت مجموعة من قادة الطاشناق بالرئيس السوري بشار الأسد. في 8 آذار/مارس 2009، التقى زعيم الطاشناق مخيتاريان مع سعد الحريري وميشال المر لمناقشة الانتخابات المقبلة. ويقال إن الحريري عرض على الطاشناق 4 من أصل 6 مقاعد أرمنية في لبنان. في 2 أبريل/نيسان 2009، أعلن الطاشناق علنًا أنهم سيخوضون الانتخابات بالتحالف مع ميشال عون، رافضين عرض الحريري. كان حزبا رامغافار وهنشاك على استعداد للتنافس على قائمة 14 آذار/مارس، لكن القوات اللبنانية رشحت أيضًا مرشحًا أرمنيًا كاثوليكيًا، وهو ريتشارد قيومجيان. وعقدت اجتماعات عديدة لحل هذه القضية. وقدم فرعون مرشح سيبوه مكجيان لمقعد الأرمن الأرثوذكس. بحلول 25 أبريل 2009، سحب فرعون ترشيح مخجيان. ولم يسحب زعيم القوات اللبنانية ترشيح قيومجيان إلا في 20 أيار/مايو 2009. في النهاية، كان مرشح الأرمن الأرثوذكس في قائمة 14 آذار هو جان أوغاسبيان من حزب رامجافار، وترشح النائب سيرج تورساركيسيان من حزب الهنشاك عن مقعد الأرمن الكاثوليك. تم الإعلان عن القائمة علنًا في 27 مايو/أيار 2009. كان هناك 201 بطاقة اقتراع غير صالحة و183 بطاقة اقتراع فارغة.

## 2018
الانتخابات العامة اللبنانية 2018 في بيروت I

### قانون التصويت لعام 2017
بموجب قانون التصويت الجديد الذي اعتمده مجلس النواب في 16 حزيران/يونيو 2017، أعيد تنظيم الدوائر الانتخابية في بيروت. اندمجت منطقة بيروت الأولى القديمة مع حي المدور (سابقًا في بيروت الثانية)، واحتفظت المنطقة الجديدة باسم "بيروت الأولى". دائرة بيروت الأولى الجديدة تحصل على المقعدين الأرمن الأرثوذكس منطقة بيروت الثانية السابقة، في حين تم نقل مقعد الأقليات من منطقة بيروت الثالثة إلى منطقة بيروت الأولى الجديدة.

### الانتخابات
قبل الانتخابات العامة اللبنانية 2018، تم تسجيل 5 قوائم في دائرة بيروت الأولى. بعد الانقسام بين تيار المستقبل والقوات اللبنانية، تم تشكيل قائمة مشتركة تضم التيار الوطني الحر والاتحاد الثوري الأرمني (الطاشناق) والهنشاك ( "بيروت القوية الأولى") بدعم من تيار المستقبل. إلا أن تيار المستقبل نفسه بقي بمعزل عن تقديم مرشحين. القوات اللبنانية مع حزب الكتائب ورامغافار وميشال فرعون، ومع دعم من أنطون صحناوي، وضعوا قائمتهم تحت عنوان "بيروت 1". قدمت ميشيل تويني قائمة ثالثة بعنوان "نحن بيروت"، وانضم إليها نائب المستقبل الحالي سيرج تورساركيسيان.
بالنسبة لمقعد الأقليات قدم التيار الوطني الحر مرشحًا سريانيًا أرثوذكسيًا، وهو العميد السابق أنطوان بانو، بينما ضمت قائمة تويني المرشح الكاثوليكي اللاتيني رفيق بازرجي، وهو مستقل عن عائلة قريبة تاريخيًا من الحزب الوطني الحزب الليبرالي (لبنان).

### انتخابات 1960
في الانتخابات العامة 1960 كانت هناك قائمتان رئيسيتان في بيروت الأولى. وفازت في الانتخابات قائمة الشعب، وهي قائمة مشتركة من حزب الكتائب والاتحاد الثوري الأرمني. وكان المنافس الرئيسي هو قائمة الجبهة الوطنية برئاسة بيير إدي.

### انتخابات 1968
الانتخابات العامة اللبنانية 1968 في دائرة بيروت الأولى
خلال الانتخابات العامة عام 1968 كان لدى الدائرة الانتخابية 98،439 ناخبًا مؤهلاً، منهم 28،631 صوتوا (29.59 بالمائة، وهي أدنى نسبة مشاركة بين جميع الدوائر الانتخابية).

### التركيبة السكانية
يعيش غالبية السكان المسيحيين في بيروت.

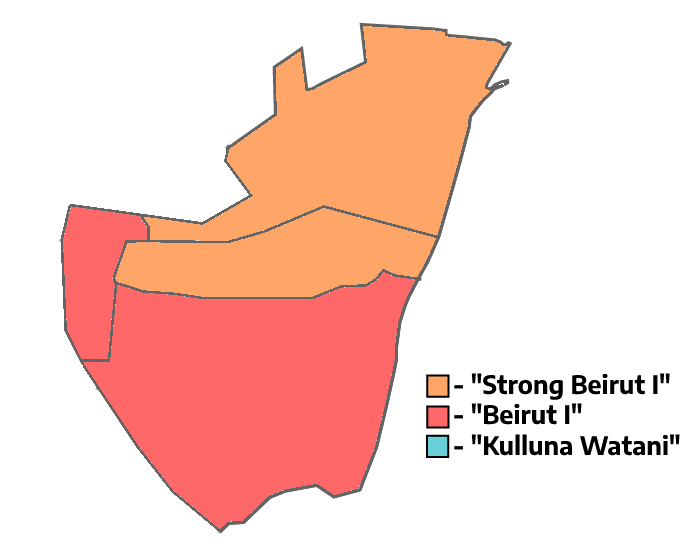
نتائج الانتخابات العامة اللبنانية 2018 في بيروت الأولى حسب الدوائر

### النتيجة حسب القوائم
| قائمة              | الأصوات | %     | مقاعد | الأعضاء المنتخبين              | حفلات                                                                       |
| ------------------ | ------- | ----- | ----- | ------------------------------ | --------------------------------------------------------------------------- |
| "بيروت القوية أنا" | 18،373  | 42.08 | 4     | صحناوي، ترزيان، ماتوسيان، بانو | التيار الوطني الحر-الطاشناق-الهنتشاك-الاتحاد من أجل لبنان، بدعم من المستقبل |
| "بيروت أنا"        | 16،772  | 38.41 | 3     | تالوزيان، الجميل، وكيم         | القوات اللبنانية-الكتائب-فرعون-رامغافار                                     |
| "كلنا وطني"        | 6،842   | 15.67 | 1     | يعقوبيان                       | صعوبة-طلعت ريحتكم-صح-للبلدي                                                 |
| "نحن بيروت"        | 1،272   | 2.91  | 0     |                                | مستقل                                                                       |
| "الوفاء لبيروت"    | 94      | 0.22  | 0     |                                | مستقل                                                                       |
| المصدر:            |         |       |       |                                |                                                                             |

## 2022
تعرض الجزء الشرقي من العاصمة للدمار بسبب انفجار 4 أغسطس في عام 2020، مما أدى إلى إبعاد سكان هذه الأحياء بقوة عن القوى السياسية القائمة منذ فترة طويلة، مما أعطى زيادة كبيرة في شعبية مرشحي المعارضة الذين كانوا يخوضون الانتخابات نيابة عن ثورة 17 تشرين. لا يزال لدى القوات اللبنانية وحزب الكتائب عدد كبير من الناخبين بين الناخبين المسيحيين خاصة بسبب تراجع التيار الوطني الحر.
وقبل الانتخابات، تم تسجيل ست قوائم في المنطقة. بعد الانقسام الانتخابي بين نديم الجميل والقوات اللبنانية، اضطر نديم الجميل إلى إنشاء قائمة مشتركة لحزب الكتائب والمستقلين مثل جان طالوزيان الذين غادر كتلة القوات اللبنانية. لم يرشح تيار المستقبل ولم يدعم أي قائمة بعد المقاطعة السياسية لسعد الحريري. القوات اللبنانية، مع حزب الهنشاك ومستقلون آخرون، قدموا قائمتهم تحت عنوان "بيروت نحن لها". قدم التيار الوطني الحر مرة أخرى قائمة مع الطاشناق ولكن من دون نية تشكيل كتلة مشتركة في البرلمان اللبناني. أما القوائم الأخرى فكانت مكونة من مرشحي المعارضة لتحالف 17 أكتوبر. الحركة التي كانت عبارة عن تحالف بين منظمات ناشطة متعددة. وتضمنت، مواطنون في دولة والتي قدمها زعيم الحزب شربل نحاس، الليوطاني التي قادتها بالوا يعقوبيان التي قدمتها تحالف وطني واعادة لبنان، وقائمة بيروت مدينتي التي تنافست أيضًا في الانتخابات البلدية السابقة.

### النتائج حسب القائمة
| قائمة             | الأصوات | %     | مقاعد | الأعضاء المنتخبين | حفلات                       |
| ----------------- | ------- | ----- | ----- | ----------------- | --------------------------- |
| "بيروت نحن لها"   | 13،220  | 28.55 | 2     | حاصباني، بقرادوني | التيار الوطني الحر-هنشاك    |
| ""لبنان السيادة"" | 11،271  | 24.34 | 2     | الجميل، طالوزيان  | الكتائب                     |
| "كنا و راه نبع"   | 10،950  | 23.65 | 2     | ترزيان، صحناوي    | التيار الوطني الحر-الطاشناق |
| "ليتاني"          | 8،261   | 17.84 | 2     | يعقوبيان، زرازير  | تحالف وطني-لبنان            |
| "قادرين"          | 1،510   | 3.26  | 0     |                   | المواطنون في الولاية        |
| "بيروت مدينتي"    | 1،089   | 2.35  | 0     |                   | بيروت مدينتي                |
| المصدر:           |         |       |       |                   |                             |

#### قائمة عون
تم الإعلان عن المرشحين في القائمة المرتبطة بميشال عون في 1 نيسان/أبريل 2009؛ مسعود الأشقر عن المقعد الماروني، نيكولا صحناوي عن مقعد الروم الكاثوليك، نائب رئيس الوزراء عصام أبو جمرة عن مقعد التيار الوطني الحر عن مقعد الروم الأرثوذكس، فريج صابونجيان عن الطاشناق. عن مقعد الأرمن الأرثوذكس وزميله عضو الطاشناق غريغوار كالوست عن مقعد الأرمن الكاثوليك.

#### التصويت
أدلى 37،284 ناخباً بأصواتهم في بيروت الأولى (40.19%). تم انتخاب جميع المرشحين الخمسة في قائمة 14 آذار. فقط لمقعد الروم الأرثوذكس كان هناك مرشح ثالث بأكثر من 13 صوتًا. جورج خريستوفوريدس حصل على 177 صوتاً (0.47%).
| مقعد                  | المرشح الفائز               | المرشح الفائز | المرشح الفائز | الوصيف                             | الوصيف | الوصيف |
| --------------------- | --------------------------- | ------------- | ------------- | ---------------------------------- | ------ | ------ |
| الأرمن الكاثوليك      | سيرج تورساركيسيان (هنشاك)   | 19،821        | 51.7%         | غريغوار كالوست (الطاشناق)          | 16،817 | 45.1%  |
| الأرمن الأرثوذكس      | جان أوغاسابيان (رامجافار)   | 19،317        | 51.8%         | فرج صابونجيان (الطاشناق)           | 16،778 | 45%    |
| اليونانية الكاثوليكية | ميشيل فرعون (حركة المستقبل) | 19،742        | 52.9%         | نقولا الصحناوي (مستقل)             | 16،730 | 44.9%  |
| الأرثوذكسية اليونانية | نايلة تويني (مستقلة)        | 19،985        | 53.6%         | عصام أبو جمرة (التيار الوطني الحر) | 16،421 | 44%    |
| ماروني                | نديم الجميل (الكتائب)       | 19،340        | 51.9%         | مسعود الأشقر (مستقل)               | 17،209 | 46.1%  |

### أعضاء مجلس النواب المنتخبون عن بيروت الأول
|      | الأرمينية الأرثوذكسية | الأرمينية الأرثوذكسية | الأرمينية الأرثوذكسية | أرمنية كاثوليكية | البروتستانتية     | ماروني      |
| ---- | --------------------- | --------------------- | --------------------- | ---------------- | ----------------- | ----------- |
| 1960 | موفسيس دير كالوستيان  | خاتشك بابيكيان        | سورين خاناميريان      | جوزيف تشادر      | شارل سعد          | بيار الجميل |
| 1964 | موفسيس دير كالوستيان  | خاتشك بابيكيان        | سورين خاناميريان      | جوزيف تشادر      | شارل سعد          | بيار الجميل |
| 1968 | موفسيس دير كالوستيان  | خاتشك بابيكيان        | سورين خاناميريان      | جوزيف تشادر      | سمير إسحاق        | بيار الجميل |
| 1972 | ملكون ابليغاتيان      | خاتشك بابيكيان        | سورين خاناميريان      | جوزيف تشادر      | أنترانيج مانوكيان | بيار الجميل |

## أنظر أيضاً
- وادي أبو جميل
- بيروت الثانية